# ضعیف
"ضعیف" (به انگلیسی: Faint) نام ترانه‌ای از گروه راک آمریکایی لینکین پارک است.
این ترانه به عنوان دومین تک‌آهنگ آلبوم متئورا کمی بعد از منتشر شدن توانست در بیشتر چارتها رتبه‌های کمتر از ۳۰ را از آن خود کند و همچنین به رتبه ۱ در بیلبورد ترانه‌های مدرن راک امریکا برسد. در آلبوم ریمیکس لینکین پارک همراه با جی-زی یعنی مسیر برخورد این ترانه بازخوانی شد.

## مفهوم ترانه
مفهوم این آهنگ ، آزار دیدن از حس نادیده گرفته شدن فرد توسط اطرافیان است .

## موزیک ویدئو
موزیک ویدئوی کارگردانی شده توسط "مارک رومنک" در مرکز شهر لس آنجلس فیلمبرداری شد. برای ساخت این ویدئو از " اعضای LPU بالای ۱۸ سال" کمک گرفتند. ویدئو شامل صحنه‌هایی از اجرای گروه برای طرفداران است. چون ترانه درباره ی احساس نادیده گرفته شدن است در ابتدای ویدئو گروه از پشت سر و به صورت سایه‌هایی نشان داده می‌شوند و همینطور فضا تاریک است . سپس تصاویر و چهره ی گروه با گفتن جمله ی "I won't be ignored"واضح می‌شوند. پشت سر گروه دیواری است بدون سقف و روی آن نقاشی‌هایی کشیده شده مثل سرباز بالدار (نماد لینکین پارک). در پایان ویدئو هم مایک شینودا با یک افشانه عبارت "EN Proceso" (اسپانیایی)را روی درب گاراژ می نویسد .
.

## جوایز
در سال ۲۰۰۵ ترانه ی میکس شده به همراه جی-زی به نام "Jigga What"/"Faint" نامزد دریافت جایزه ی بهترین ویدئوی بین‌المللی از "ام تی وی برزیل" شد.
در سال ۲۰۰۳ ترانه ی "ضعیف" نامزد دریافت جایزه ی بهترین تک‌آهنگ از " Kerrang! اواردز" شد.

## رتبه در جدول
| جدول (2003)                              | رتبه در جدول |
| ---------------------------------------- | ------------ |
| جدول تک‌آهنگ‌های استرالیا                  | ۲۵           |
| جدول تک‌آهنگ‌های اتریش                     | ۲۷           |
| جدول تک‌آهنگ‌های آلمان                     | ۴۰           |
| جدول تک‌آهنگ‌های ژاپن                      | ۶۷           |
| جدول تک‌آهنگ‌های هلند                      | ۴۰           |
| جدول تک‌آهنگ‌های ایرلند                    | ۲۶           |
| جدول تک‌آهنگ‌های بلژیک                     | ۴۴           |
| جدول تک‌آهنگ‌های سوئد                      | ۴۹           |
| جدول تک‌آهنگ‌های سوئیس                     | ۳۲           |
| جدول تک‌آهنگ‌های بریتانیا                  | ۱۵           |
| بیلبورد آمریکا - بهترین‌های مین‌استریم     | ۲            |
| بیلبورد آمریکا - بهترین آهنگ‌های مدرن راک | ۱            |
| بیلبورد آمریکا بیلبورد ۱۰۰               | ۴۸           |